# Els fills d'altres
Els fills d'altres (francès: Les Enfants des autres) és una pel·lícula dramàtica francesa del 2022 dirigida per Rebecca Zlotowski, protagonitzada per Virginie Efira, Roschdy Zem, Chiara Mastroianni i Callie Ferreira-Goncalves. La tràgica comèdia explica la història d'una professora de mitjana edat que inicia una nova relació, i que forma un vincle estret amb la filla petita de la seva parella. S'ha doblat i subtitulat al català.
La pel·lícula es va estrenar el 4 de setembre de 2022 al 79è Festival Internacional de Cinema de Venècia i va competir pel premi Lleó d'Or. Va arribar als cinemes de França el 21 de setembre de 2022.
El rodatge principal va començar el març de 2021.